# Kongenitale Leberfibrose
Die kongenitale Leberfibrose (KLF), oft auch kongenitale hepatische Fibrose (CHF von englisch Congenital hepatic fibrosis) genannt, ist eine autosomal-rezessive Erbkrankheit, die zu einer Vernarbung der Lebergefäße führt. Sie ist meist mit anderen Syndromen, wie beispielsweise dem Meckel-Gruber-Syndrom, dem Jeune-Syndrom, dem Ivemark-Syndrom I, der autosomal-rezessiven polyzystischen Nierenerkrankung (ARPKD), der tuberösen Sklerose und Vaginalatresie, assoziiert.

## Das Krankheitsbild
Bei der autosomal-rezessiven polyzystischen Nierenerkrankung tritt die kongenitale Leberfibrose stets als Begleiterscheinung auf, während die KLF sehr oft auch ohne pathologischen Befund der Niere diagnostiziert wird.
Durch die Vernarbung sind bei der KLF die Blutgefäße der Leber und der Gallengänge nicht richtig entwickelt, was den Blutfluss innerhalb des Organs erschwert und den Blutdruck in der Pfortader ansteigen lässt (Portale Hypertension). Der chronische Blutrückstau in der Pfortader führt zu einer Vergrößerung der Milz (Splenomegalie) und zu Krampfadern in der Speiseröhre (Ösophagusvarizen). Des Weiteren werden die Gallenwege erweitert, was wiederum zu einer zusätzlichen Vernarbung der Leber führt.
Die Auswirkungen auf den Patienten können sehr stark variieren. Das Spektrum reicht hierbei von völliger Beschwerdefreiheit bis zu ernsthaften lebensbedrohlichen Komplikationen, wie beispielsweise einer bakteriellen Cholangitis oder dem Auftreten von Leberzellkarzinomen. Die Leberfunktion kann so stark beeinträchtigt werden, dass eine Lebertransplantation notwendig werden kann.

## Diagnose
Die kongenitale Leberfibrose wird häufig erst als Folge der durch sie hervorgerufenen portalen Hypertension diagnostiziert. Die Leber erscheint bei der sonographischen Untersuchung (Ultraschall-Diagnostik) in normaler Größe mit glatten Konturen. Kennzeichnend für die KLF sind dabei scharf begrenzte echogene Portalwandreflexe mit verhärteten Lumina. Die Milz ist oft signifikant vergrößert.